# Hiroshi Nagata
Hiroshi Nagata (japonès: 永田寛)  (prefectura de Hiroshima, 30 d'agost de 1907 - 4 d'agost de 1961) va ser un jugador d'hoquei sobre herba japonès que va competir durant la dècada de 1930.
El 1932 va prendre part en els Jocs Olímpics de Los Angeles, on va guanyar la medalla de plata com a membre de l'equip japonès en la competició d'hoquei sobre herba.